# Karl Neufeld

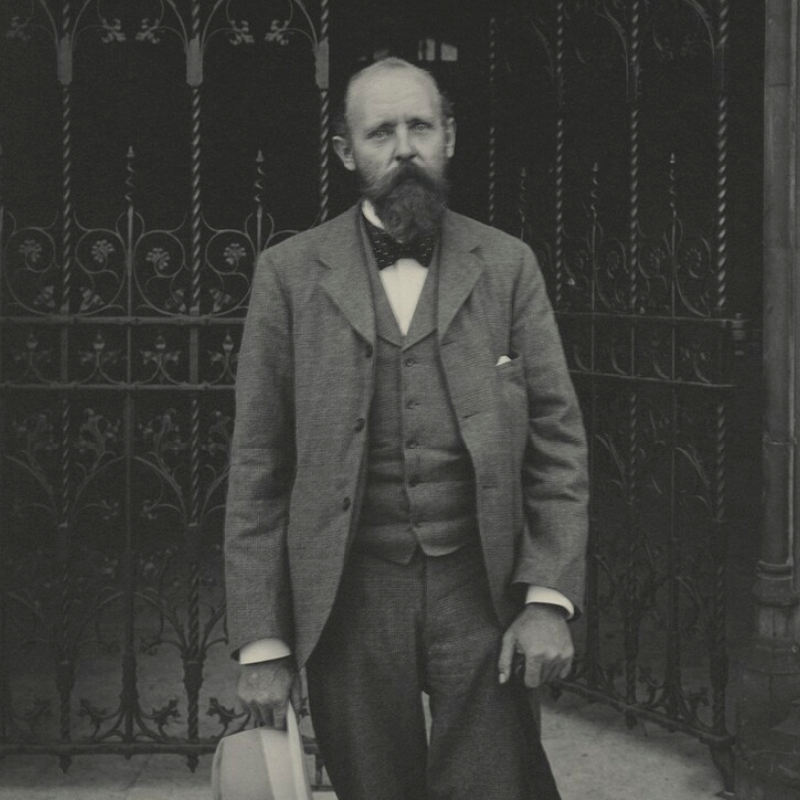
Karl Neufeld (1899)

Karl Otto Neufeld, anglisiert: Charles Neufeld, Konvertitenname: Abd Allāh Nawfal al-Almānī, (* 4. August 1856 in Damerau, Westpreußen; † 2. Juli 1918 in Beelitz) war ein deutscher Kaufmann und während des Ersten Weltkrieges politischer Agent im Nahen Osten. Bekanntheit erlangte er durch die Publikation seiner Memoiren über seine 12-jährige Gefangenschaft bei den Mahdisten.

## Leben

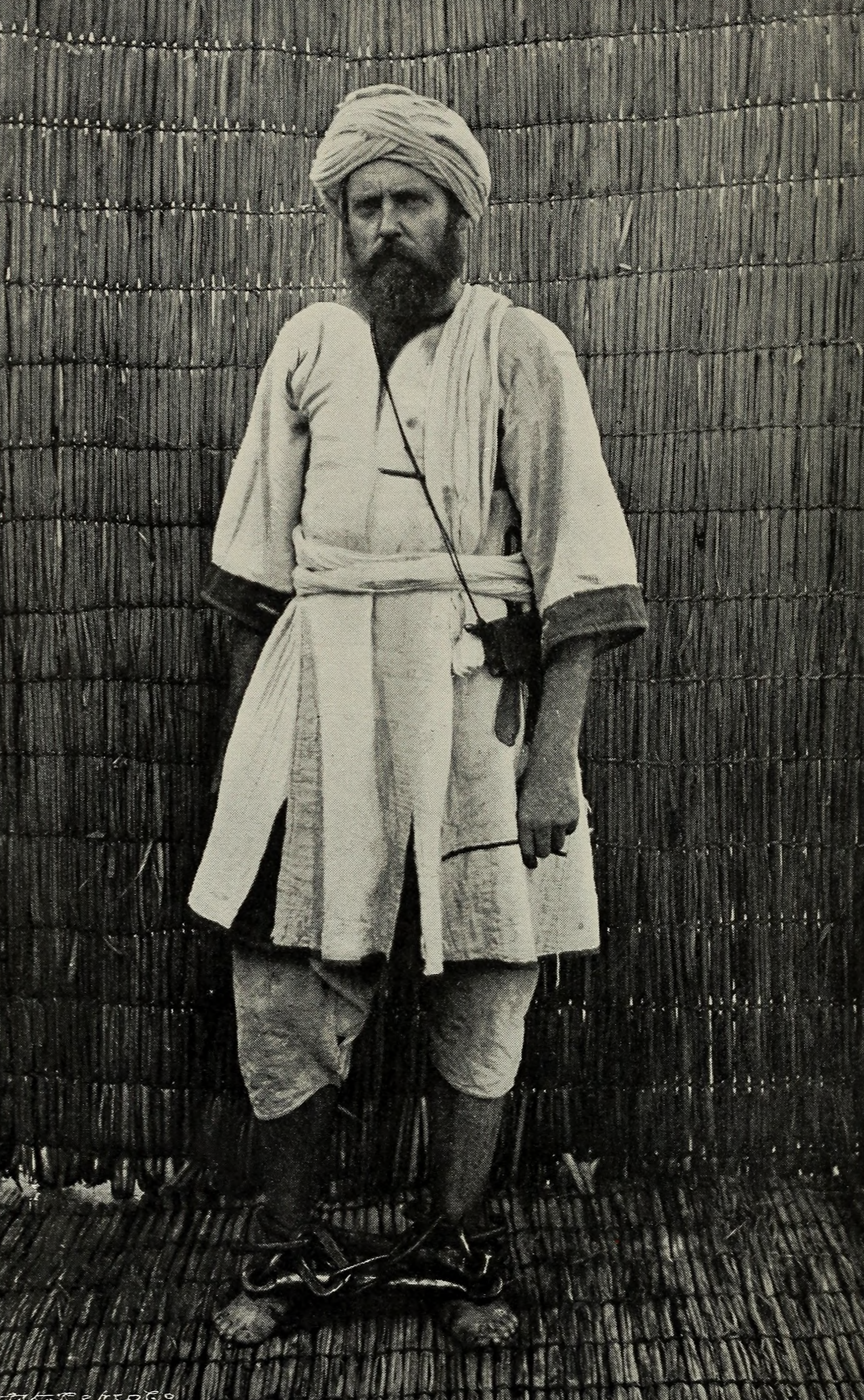
Karl Neufeld kurz nach seiner Befreiung aus der Gefangenschaft

Neufeld wurde als Sohn eines Gutsbesitzers und Arztes geboren. Er studierte an der Universität Leipzig Medizin, beendete dieses Studium aber ohne Abschluss. Ab um das Jahr 1880 arbeitete er in Kairo zuerst als Apotheker, später als Kaufmann. Dort heiratete er eine britische Krankenschwester namens Emma Netherton, mit der er eine Tochter hatte. Aufgrund seiner englischen und arabischen Sprachkenntnisse nahm er als Übersetzer an der Gordon Relief Expedition teil und führte danach seine Geschäfte in Assuan fort. 1887 wurde er auf einer Handelskarawane nach Kordofan von Mahdisten gefangen genommen. Die nächsten 12 Jahre verbrachte er, zumeist in Ketten gelegt, in Gefangenschaft in Omdurman, wo er den ebenfalls Inhaftierten Rudolf Slatin und Josef Ohrwalder begegnete. In Gefangenschaft konvertierte er zum Islam und heiratete eine Abessinierin namens Umm Shul, mit der er zwei Kinder hatte. Neufeld wurde im Nachgang der Schlacht von Omdurman durch anglo-ägyptische Truppen 1898 befreit und kehrte nach Deutschland zurück. Über seine Gefangenschaft hielt er Vorträge und veröffentlichte 1899 seine Erlebnisse in Buchform unter dem Titel In Ketten des Kalifen. Zwölf Jahre Gefangenschaft in Omdurman. Später betrieb er in Assuan ein Sanatorium, wurde aber nach Ausbruch des Ersten Weltkrieges von der britischen Administration aus Ägypten ausgewiesen. In der ersten Hälfte des Ersten Weltkrieges war er für das Auswärtige Amt als Übersetzer und politischer Agent im Nahen Osten tätig. Nach dem Scheitern der Stotzingen-Mission war Neufeld bei der Niederlegungskommission des Reichsentschädigungsamtes in Brüssel tätig, ehe er 1918 schwer erkrankte und in das Sanatorium in Beelitz gebracht wurde, wo er am 2. Juli 1918 an einer Lungenentzündung starb. Er wurde in Beelitz auf einem evangelischen Friedhof anonym bestattet.

## Werke
- In Ketten des Kalifen. Zwölf Jahre Gefangenschaft in Omdurman. Erstauflage: Berlin: Verlag W. Spemann, 1899. Englische Erstauflage publiziert als Charles Neufeld: A prisoner of the khaleefa. Twelve years captivity at Omdurman, London: Chapman & Hall, Ld., 1899, Digitalisat bei Internet Archive: .
- Under the rebel's reign. A story of Egyptian revolt. London: Wells Gardner, Darton & Co, 1900. Digitalisat bei Internet Archive: .